# Extension de garantie
 (avril 2023).
Si vous disposez d'ouvrages ou d'articles de référence ou si vous connaissez des sites web de qualité traitant du thème abordé ici, merci de compléter l'article en donnant les références utiles à sa vérifiabilité et en les liant à la section « Notes et références ».
Une extension de garantie permet d'obtenir une assurance étendue lors de l’achat d'un bien, supérieure à la garantie constructeur habituellement d'une durée d'un à deux ans. 

## En France
Cette extension de garantie prolonge l'assurance pour une durée généralement totale de cinq ans. Cette durée peut varier suivant la durée de la garantie de base. On peut avoir du 1+1 (1 an garantie constructeur plus 1 an d'extension de garantie) jusqu'à du 1+4 ou 2+3.[réf. nécessaire] Si la garantie « constructeur » est gratuite, l'extension nécessite une cotisation dont le montant est connu lors de l'achat. 
Certaines enseignes de vente d'électroménager utilisent cette pratique d'extension de garantie afin de maintenir leurs marges, au détriment de l'acheteur, car finalement celle-ci ne sera pas utile s'il n'y a pas de panne, du fait du faible taux de panne après deux ans des produits vendus. Cela reste un concept basé sur une probabilité de panne. Par contre, elle reste utile à 100 % pour ceux qui ont une panne après la garantie constructeur, car la main d’œuvre est dans ce cas gratuite. La réparation est également gratuite avec les pièces d'origines neuves de la marque de l'appareil, et le déplacement du réparateur est également gratuit. Cela reste donc un concept d'assurance.[réf. nécessaire]